# 2020 у Кременчуці

## Події

### Січень
- 28 січня — запущено на постійній основі новий тролейбусний маршрут № 1+ до 304-го кварталу[1].

### Лютий
- 19 лютого — у Кременчуцькій художній галереї відкрилася виставка 37-річного скульптора Олексія Леонова «За покликом серця»[2]
- 18 лютого — біля зупинки «Водоканал» застрелили чоловіка[3]
- 20 лютого — на розі вулиці Небесної Сотні та Ігоря Сердюка на будинку № 21/35 під час меморіальних заходів, присвячених Дню пам'яті Героїв Небесної Сотні було відкрито меморіальний барельєф Ігорю Сердюку.[4]
- 18 лютого — біля зупинки «Водоканал» застрелили чоловіка[3]

### Березень
- 2 березня — відбувся Міжнародний турнір з армспорту пам'яті Анатолія та Андрія Пушкарів «Кубок Пушкарів»[5]
- 6 березня — приїзд до міста президента України. Володимир Зеленський відвідав КрВЗ та КрАЗ.[6][7]
- 12 березня — закрито на карантин через коронавірус заклади дошкільної, шкільної та позашкільної освіти, а також у ВНЗ та ПТУ. У місті також було обмежено проведення масових заходів з тим, щоб кількість учасників не перевищувала 200 осіб.[8]
- 13 березня — з неофіційним візитом місто відвідав Посол Індонезії в Україні пан Юдді Кріснанді[9]
- 17 березня — закрито на карантин заклади громадського харчування, побутового обслуговування, розважальні заклади та спортзали.[10]
- 26 березня — поблизу вулиці Небесної Сотні знайдено артилерійські снаряди часів минулих війн.[11]
- 27 березня — виявлено першого хворого на коронавірус, на COVID-19 захворіла 69-річна жінка[12]
- З 31 березня у Кременчуці діє обмежений доступ до громадського транспорту. Користуватися ним можуть працівники магазинів, аптек та стратегічних підприємств безкоштовно за наявності спеціальної перепустки[13], при цьому маршрутні таксі працюють з 6.30 до 11.00 та з 16.00 до 21.00, тролейбуси та комунальні автобуси з 5.00 до 21.30[14].

### Травень
- З 12 травня у Кременчуці було послаблено карантинний режим. На маршрути вийшов весь міський транспорт. Є змога користуватись ним без спеціальних перепусток при дотриманні маскового режиму. Кількість пасажирів обмежується кількістю сидячих місць. Водночас медиків перевозять без черги та безкоштовно, а пільговиків не будуть перевозити до 22 травня.[15][16]
- 13 травня Кабінет Міністрів України на своєму засіданні затвердив перспективний план розвитку Полтавської області, за яким утворюється Кременчуцька об'єднана територіальна громада у складі Кременчука та Потоківської сільської ради.[17]
- 23 травня запрацювала кременчуцька ПЛР-лабораторія[18]
- 30 травня відбулася вітрильна регата. У ній взяли участь 75 учасників з Кременчука, Горішніх Плавнів, Харкова та Переяслав-Хмельницького на 18 яхтах[19][20]

### Червень
- 3 червня відбувся офіційний візит до міста посла Латвійської Республіки в Україні пана Юріса Пойканса.[21]
- 26 червня запущено на постійній основі другий тролейбусний маршрут на автономному ходу до Кохнівського хлібозаводу[22].

### Липень
- 28 липня до міста прибув прем’єр-міністр України Денис Шмигаль. Разом з Прем’єр-міністром Кременчук відвідали віце-прем’єр-міністр Олег Уруський, міністр розвитку економіки та торгівлі Ігор Петрашко, міністр інфраструктури Владислав Криклій.[23]

### Серпень
- Із 21 по 23 серпня у Кременчуці пройшов відкритий чемпіонат України з велосипедного спорту (шосе).[24]

## Очікувані події
- Вибори міського голови і депутатів міської ради

## Особи

### Призначено, звільнено
- 10 червня Кременчуцький батальйон нацгвардії України очолив підполковник Олег Довгалюк[25]

### Померли
- 8 травня на 97-му році пішла з життя кременчужанка, ветеран ІІ Світової війни, визволитель Кременчука Валентина Трохимівна Камишнікова[26]
- 19 травня пішов з життя 41-річний депутат Кременчуцької районної ради Андрій Бабко[27]
- 11 червня на 65 році життя зупинилося серце директора Кременчуцької школи № 19 Андрія Петровича Пашедіна[28]
- 2 грудня помер Олександр Дороженко, хірург-онколог. Попередньою причиною смерті названо коронавірус[29]

## Пам'ятні дати та ювілеї

### Заснування та інші події
- 470 років з часу (1550 рік)
  - посол Великого князівства Литовського у Кримському ханстві, відомий під літературним псевдонімом Михалон Литвин, звертає увагу свого уряду на потребу укріпити Кременчук як форпост проти татар.
- 255 років з часу (березень 1765 року)
  - Кременчук призначено центром Новоросійської губернії замість фортеці Св. Єлизавети.
- 250 років тому (1770 рік)
  - був побудований перший наплавний міст, який з'єднував Кременчук і Крюків. Його зображення є на картині художника Й.Мюнца.
- 175 років тому (1845 рік)
  - сталася найбільша повінь XIX століття в Кременчуці. Рівень води в Дніпрі піднявся на 668 см. На знаменитій Скелі-реєстрі можна знайти цю позначку.
- 150 років тому (1870 рік)
  - засновано «Кременчуцький завод дорожніх машин».[30]
- 120 років тому (1900 рік)
  - у Кременчуці засновано фабрику цукерок та пряників, власником якої був Свєт Б. Ф.
- 115 років тому (1905 рік)
  - засновано чеський пивоварний завод Главачека А. Ф. У фондах нашого музею зберігається пляшка з-під продукції цього підприємства.
- 110 років тому (11 червня 1910 року)
  - засновано «Кременчукводоканал»[31]
- 100 років тому (7 лютого 1920 року)
  - у Кременчуці відбувся перший суботник.
- 100 років тому (2 березня 1920 рік)
  - у Кременчуці націоналізовано театр «Колізей».
- 60 років тому (1960 року)
  - почав роботу Льотний коледж[32]
- 60 років тому (навесні 1960 року)
  - закладено Придніпровський парк.
- 55 років тому, (березень 1965 року)
  - стала до дії перша черга заводу технічного вуглецю.
- 45 років тому (3 березня 1975 року)
  - були утворені Автозаводський та Крюківський райони Кременчука.

### Видатних особистостей

#### Народження
- 255 років тому (1765 рік)
  - у Кременчуці народився Ромадановський Семен Андрійович, винахідник, який розробив проект підводного човна.
- 210 років тому (1810 рік)
  - в Кременчуці народився Крендовський Євграф Федорович, живописець, мав у Кременчуці свою власну художню школу. Є автором картини, на якій зображена будівля Кременчуцького інтендантства.
- 185 років тому (26 березня 1835 року)
  - в Кременчуці народився Литовченко Олександр Дмитрович, живописець, академік Академії мистецтв Петербурга. Його ім'я зараз носить міська художня школа.
- 165 років тому (1855 року)
  - в Кременчуці народився Ізюмов Андрій Якович, міський голова міста Кременчука 1900—1903, 1916—1917, купець 1-ї гільдії. У пам'ять про нього названі одна з вулиць міста, провулок, проїзд і сквер.
- 125 років тому (21 березня 1895 року)
  - народився Утьосов Леонід Йосипович, артист естрадного співу і кіноактор. Розпочав свою творчу кар'єру у Кременчуці в театрі мініатюр 18-річним юнаком.
- 110 років тому (29 травня 1910 року)
  - народився Іван Приходько, інженер, директор Крюківського вагонобудівного заводу (1947-60), а згодом директор Кременчуцького автомобільного заводу (1960-76), Герой Соціалістичної Праці (5.04.1971), депутат Верховної Ради СРСР 4—5-го скликань.[33]
- 80 років тому (10 квітня 1940 року)
  - народився Галушкін Володимир Миколайович, тренер з боксу.
- 75 років тому (20 квітня 1945 року)
  - народився Черепанов Олександр Павлович, художник, член Національної спілки дизайнерів України та Національної спілки художників України.
- 50 років тому (2 квітня 1970 року)
  - народився Кукса Олег Володимирович (1970—2015). Солдат, старший розвідник-телеграфіст, командир розвідувального відділення розвідувальної роти 54-ї окремої механізованої бригади. У загальнодержавному списку втрат Збройних Сил України зареєстрований під номером 2807.
- 45 років тому (15 березня 1975 року)
  - народився Пугачов Вадим Володимирович (1975—2015), молодший сержант, старший водій 92-ї окремої механізованої бригади. У загальнодержавному списку втрат Збройних Сил України зареєстрований під номером 2471.
- 30 років тому (26 лютого 1990 року)
  - народився Шевченко Дмитро Іванович (1990—2014), заступник командира бойової машини — навідник-оператор 2 механізованого відділення 6 механізованої роти 2 механізованого батальйону в/ч ПП В2830. У загальнодержавному списку втрат Збройних Сил України зареєстрований під номером 237.

#### Смерті
- 5 років тому (16 березня 2015 року)
  - загинув Щербак Сергій Олександрович (1961—2015), український військовослужбовець, десантник, солдат Збройних сил України. Загинув у районі Авдіївки під артилерійським вогнем противника, поки утримував позиції під час спроби прориву терористів із боку міста Ясинувата.
- 5 років тому (16 травня 2015 року)
  - загинув Пугачов Вадим Володимирович (1975—2015), молодший сержант, старший водій 92-ї окремої механізованої бригади. Загинув поблизу м. Щастя. У цьому бою були взяті в полон російські військовослужбовці 3-ї бригади спец. призначення ЗС РФ Євген Єрофєєв та Олександр Александров. Згодом їх обміняли на Надію Савченко.